# Hardy
Hardy ima več pomenov.

## Kraji
- Hardy, Arkansas
- Hardy, Kentucky
- Hardy, Virginija

## Osebnosti
Priimek več osebnosti:
- Godfrey Harold Hardy (1877 - 1947), angleški matematik.
- Oliver Hardy (1892 - 1957), ameriški filmski igralec.
- Thomas Hardy (1840 - 1928), angleški pesnik in pisatelj.
- Françoise Hardy (1944 - 2024).
- Frank Hardy.
- sir Thomas Hardy (1769 - 1839).
- Thomas Hardy (1752 - ??).
- sir Charles Hardy (1714 - 1780).
- Janet Hardy
- Jeff Hardy
- Matt Hardy
- Robert Hardy
- Robert Hardy

## Drugo
- HMS Hardy